# Roberto di Courtenay (signore di Champignelles)
Roberto di Courtenay (1168 circa – 5 ottobre 1239) fu signore di Champignelles, di Château-Renard, di Charny, di Conches, di Nonancourt, di Mehun, di Selles, di Chantecoq, di Cloyes, di Baillet e di Vermenton e fu gran bottigliere di Francia sotto Luigi VIII.

## Biografia
Figlio cadetto di Pietro di Francia e di sua moglie Elisabetta di Courtenay, prese parte alla crociata albigense ed era presente all'assedio di Lavaur del 1210.
Si imbarcò per l'Inghilterra e partecipò, a sostegno di suo cugino Luigi di Francia, alla guerra dei baroni contro il re Giovanni, ma fu preso prigioniero il 24 agosto 1217 e fu liberato una ventina di giorni dopo.
Nel 1223 fu nominato gran bottigliere di Francia da Luigi VIII.
Prese parte alla campagna per la conquista del Poitou e fu presente alla presa di Niort, di Saint-Jean-d'Angély e di La Rochelle; poi partecipò alla spedizione per la conquista della Linguadoca e alla presa di Avignone nel 1226.
Per conto di Luigi IX, nel 1229 prese le armi contro Tebaldo, conte Champagne.
Nel 1234 fondò l'abbazia cistercense di Beauvoir, presso Mehun-sur-Yèvre.
Partì per la crociata del 1239 e trovò la morte in Palestina.

## Matrimoni e discendenza
Sposò, tra il 1215 e il 1218, Matilde, unica figlia di Filippo, signore di Mehun e di Selles. Ebbe numerosi figli:
- Pietro, signore di Conches e di Mehun
- Filippo
- Rodolfo, conte di Chieti e di Loreto
- Roberto, vescovo d'Orléans
- Giovanni, arcivescovo di Reims
- Guglielmo, signore di Champignelles
- Bianca, che sposò Luigi I, conte di Sancerre
- Isabella, che sposò, in prime nozze, Renaud di Montfaucon e, in seconde nozze, Giovanni, conte d'Auxonne e di Chalon

## Ascendenza
|                         |                    |                      | Genitori                |  |  | Nonni |  |  | Bisnonni             |  |  | Trisnonni           |  |
|                         |                    |                      |                         |  |  |       |  |  | Filippo I di Francia |  |  | Enrico I di Francia |  |
|                         |                    |                      |                         |  |  |       |  |  | Filippo I di Francia |  |  | Enrico I di Francia |  |
|                         |                    | Anna di Kiev         |                         |  |  |       |  |  | Filippo I di Francia |  |  |                     |  |
| Luigi VI di Francia     |                    |                      |                         |  |  |       |  |  | Filippo I di Francia |  |  |                     |  |
|                         |                    | Berta d'Olanda       | Fiorenzo I d'Olanda     |  |  |       |  |  |                      |  |  |                     |  |
|                         |                    | Berta d'Olanda       | Fiorenzo I d'Olanda     |  |  |       |  |  |                      |  |  |                     |  |
|                         |                    | Berta d'Olanda       | Gertrude Billung        |  |  |       |  |  |                      |  |  |                     |  |
| Pietro I di Courtenay   |                    | Berta d'Olanda       |                         |  |  |       |  |  |                      |  |  |                     |  |
|                         |                    | Umberto II di Savoia | Amedeo II di Savoia     |  |  |       |  |  |                      |  |  |                     |  |
|                         |                    | Umberto II di Savoia | Amedeo II di Savoia     |  |  |       |  |  |                      |  |  |                     |  |
|                         |                    | Umberto II di Savoia | Giovanna di Ginevra     |  |  |       |  |  |                      |  |  |                     |  |
| Adelaide di Savoia      |                    | Umberto II di Savoia |                         |  |  |       |  |  |                      |  |  |                     |  |
|                         |                    | Giselda di Borgogna  | Guglielmo I di Borgogna |  |  |       |  |  |                      |  |  |                     |  |
|                         |                    | Giselda di Borgogna  | Guglielmo I di Borgogna |  |  |       |  |  |                      |  |  |                     |  |
|                         |                    | Giselda di Borgogna  | Stefania di Borgogna    |  |  |       |  |  |                      |  |  |                     |  |
| Roberto di Courtenay    |                    | Giselda di Borgogna  |                         |  |  |       |  |  |                      |  |  |                     |  |
|                         | Miles di Courtenay | …                    |                         |  |  |       |  |  |                      |  |  |                     |  |
|                         | Miles di Courtenay | …                    |                         |  |  |       |  |  |                      |  |  |                     |  |
|                         | Miles di Courtenay | …                    |                         |  |  |       |  |  |                      |  |  |                     |  |
| Rinaldo di Courtenay    | Miles di Courtenay |                      |                         |  |  |       |  |  |                      |  |  |                     |  |
|                         |                    | Ermengarda di Nevers | …                       |  |  |       |  |  |                      |  |  |                     |  |
|                         |                    | Ermengarda di Nevers | …                       |  |  |       |  |  |                      |  |  |                     |  |
|                         |                    | Ermengarda di Nevers | …                       |  |  |       |  |  |                      |  |  |                     |  |
| Elisabetta di Courtenay |                    | Ermengarda di Nevers |                         |  |  |       |  |  |                      |  |  |                     |  |
|                         |                    | Ferry di Donjon      | …                       |  |  |       |  |  |                      |  |  |                     |  |
|                         |                    | Ferry di Donjon      | …                       |  |  |       |  |  |                      |  |  |                     |  |
|                         |                    | Ferry di Donjon      | …                       |  |  |       |  |  |                      |  |  |                     |  |
| Helvise di Donjon       |                    | Ferry di Donjon      |                         |  |  |       |  |  |                      |  |  |                     |  |
|                         |                    | …                    | …                       |  |  |       |  |  |                      |  |  |                     |  |
|                         |                    | …                    | …                       |  |  |       |  |  |                      |  |  |                     |  |
|                         |                    | …                    | …                       |  |  |       |  |  |                      |  |  |                     |  |
|                         |                    | …                    |                         |  |  |       |  |  |                      |  |  |                     |  |